# Tom et Jerry : Mission espionnage
Pour les articles homonymes, voir Tom et Jerry (homonymie).
Pour plus de détails, voir Fiche technique et Distribution.
Tom et Jerry : Mission espionnage (Tom and Jerry: Spy Quest) est un long-métrage d'animation américain de Spike Brandt et Tony Cervone, sorti le 23 juin 2015 en vidéo. Le film est un crossover avec Jonny Quest.

## Synopsis
Jonny Quest, Hadji et Bandit sont sauvés des griffes d'une bande de chats mécanisés envoyés par le Docteur Zin sur une plage de Floride par Tom et Jerry. En remerciement, ils sont invités à passer la nuit dans le laboratoire du Docteur Benton Quest. Mais le Docteur Zin qui est au courant de la nouvelle invention du scientifique, un générateur qui créé une puissance sans fin, veut la voler. Tom débranche par accident le système d'alarme permettant aux félins de voler l'invention. Par la même occasion, le docteur Quest est enlevé et emmené sur l'île de Zin. Le chat et la souris vont devoir s'unir pour aider Jonny à sauver son père et la planète.

## Fiche technique
- Titre original : Tom and Jerry: Spy Quest
- Titre français : Tom et Jerry : Mission espionnage
- Réalisation : Spike Brandt et Tony Cervone
- Scénario : Jim Krieg d'après une histoire de Jim Krieg et Heath Corson inspirée du personnage de Jonny Quest créé par Doug Wildey
- Montage : Kyle Stafford
- Musique : Michael Tavera
- Production : Spike Brandt, Tony Cervone
- Coproduction : Alan Burnett
- Production associée : Jim Wyatt
- Production exécutive : Sam Register
- Société de production : Warner Bros. Animation, Turner Entertainment
- Société de distribution : Warner Home Video
- Pays d’origine :  États-Unis
- Langue originale : anglais, espagnol, français
- Genre cinématographique|Genre :Animation, comédie, espionnage et aventure
- Durée : 69 minutes
- Dates de sortie : 
  -  États-Unis : 23 juin 2015
  -  France : 15 juillet 2015 (DVD)

## Distribution

### Voix originales
- Reese Hartwig : Jonny Quest
- Arnie Pantoja : Hadji
- James Hong : Docteur Zin
- Eric Bauza : Docteur Benton Quest
- Michael Hanks : Race Bannon
- Tia Carrere : Jezebel Jade
- Jonny Rees : Tin
- Jess Harnell : Pan
- Richard McGonagle : Alley
- Joe Alaskey : Droopy
- Spike Brandt : Spike
- Grey DeLisle : Carol
- Tim Matheson : Le Président des Etats-Unis

### Voix françaises
- Maxime Baudoin : Johnny Quest
- Olivier Martret : Hadji
- Bernard Métraux : Race
- Pascal Germain : Docteur Quest
- Patrice Dozier : Docteur Zin
- Patricia Legrand : Brandi
- Marjorie Lhomme : Mandi
- Brigitte Virtudes : Jezebel
- Michel Vigné : Spike
- Yann Guillemot : Président
- Mathieu Buscatto : Narrateur
- Gérard Surugue : Droopy, voix additionnelles
- Michel Mella : voix additionnelles

## Diffusion à la télévision
- Le téléfilm a été diffusé sur France 3 le 20 août 2017[1].